# Robert Viktor von Puttkamer

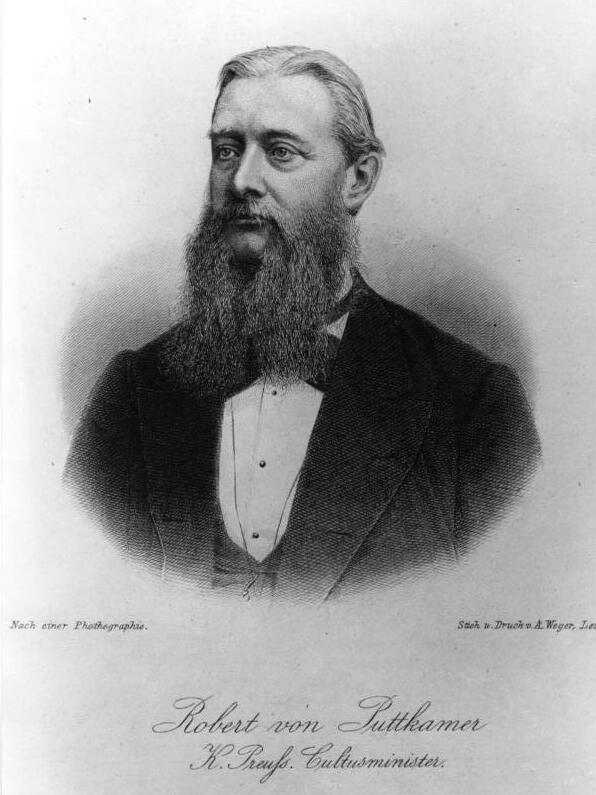

Robert Viktor von Puttkamer (* 5. Mai 1828 in Frankfurt (Oder); † 15. März 1900 auf Gut Karzin bei Stolp in Pommern) war ein preußischer Staatsmann, der vor allem wegen der von ihm als Innenminister in den 1880er Jahren betriebenen konservativen Personalpolitik in der preußischen Richter- und Beamtenschaft von erheblicher Bedeutung für die weitere Verwaltungsgeschichte Preußens bzw. des Deutschen Reiches war. Puttkamer entstammte der pommerschen Adelsfamilie Puttkamer. 
Der Historiker Eckart Kehr hat 1929 zuerst darauf hingewiesen, dass die flächendeckende und dauerhafte Durchdringung des preußischen Staatsapparats mit konservativen „Gesinnungsbeamten“ wesentlich mit dem lange wenig beachteten Wirken Puttkamers in Verbindung gebracht werden müsse. Die neuere regionalgeschichtliche Forschung konnte etwa mit Blick auf Ostpreußen zeigen, „dass Puttkamer politische Konformität bis hinab zur Ebene der Amtsvorsteher zu erzwingen trachtete.“ Unter ihm brach die „seit den Reformen der Jahre nach 1807 nie verlorengegangene“ liberale Beamtentradition ab.

## Herkunft
Sein Vater Eugen von Puttkamer war von 1839 bis 1847 Polizeipräsident in Berlin und von 1851 bis 1860 Oberpräsident der Provinz Posen. Seine Mutter Emilie (1803–1852) war eine geborene von Zitzewitz. Auch seine Geschwister machten im preußischen Staat Karriere: Richard wurde Landrat, Bernhard Politiker und Jesco Regierungspräsident.

## Leben

Robert Viktor von Puttkamer

Er studierte Rechtswissenschaften in Heidelberg, Genf und Berlin. Nach Abschluss des Studiums 1854 trat er in den Staatsdienst. Von 1860 bis 1866 war er Landrat im Landkreis Demmin. In dieser Funktion erwarb er das persönliche Vertrauen Otto von Bismarcks, der ihn 1866 als Vortragenden Rat in das neu geschaffene Bundeskanzleramt berief, bevor er 1871 Regierungspräsident des Regierungsbezirks Gumbinnen wurde. 1874 wurde er Bezirkspräsident im Bezirk Lothringen des Reichslands Elsaß-Lothringen.
Von 1873 bis 1891 war Puttkamer für den Reichstagswahlkreis Regierungsbezirk Gumbinnen 7 Mitglied des Reichstags, wo er sich den Deutschkonservativen anschloss.
Im Jahr 1877 übernahm Puttkamer die Funktion des Oberpräsidenten der Provinz Schlesien, bevor er am 14. Juli 1879 preußischer Kultusminister wurde. In dieser Funktion trug er zur Entschärfung des Kulturkampfs zwischen dem Reich und der katholischen Kirche bei. Zwischen den beiden deutschen Orthographischen Konferenzen von 1876 und 1901 ließ er per Erlass vom 21. Januar 1880 in den Schulen Preußens die „vereinfachte deutsche Rechtschreibung“ einführen. Am 18. Juni 1881 wurde Puttkamer preußischer Innenminister und am 11. Oktober 1881 er Vizepräsident des Preußischen Staatsministeriums. In diesen Funktionen bemühte er sich vor allem, liberale Beamte aus dem Staatsdienst zu entfernen und durch konservative zu ersetzen. Zudem setzte er die Sozialistengesetze streng um, was ihm die Gegnerschaft linker und liberaler Kräfte einbrachte. Hier ist vor allem sein „Streikerlass“ vom 11. April 1886 zu nennen.
König Friedrich III. schrieb Puttkamer Anfang Juni 1888 einen groben und beleidigenden Brief und provozierte so wie beabsichtigt dessen Rücktritt am 8. Juni 1888. Kronprinz Wilhelm schrieb am 10. Juni entrüstet an Großherzog Friedrich I. von Baden, dass es sich bei dem Brief des todkranken Vaters um ein alleiniges Werk der Kaiserin Victoria im Verbund mit freisinnigen Politikern gehandelt habe. Ministerpräsident Bismarck unternahm nichts gegen die Behandlung Puttkamers, gab sich nach außen hin aber „wütend und perplex“ und bestritt, dass die Aktion des Königs mit ihm abgesprochen gewesen war.
Puttkamer wurde dann Domherr zu Merseburg und ab 1889 Mitglied des Preußischen Herrenhauses. König Wilhelm II. berief ihn 1891 in den Staatsdienst als Oberpräsidenten der Provinz Pommern zurück; dieses Amt bekleidete Puttkamer bis 1899. Außerdem zeichnete er ihn mit dem Schwarzen Adlerorden aus.
Robert von Puttkamer war der Urgroßvater des Politikwissenschaftlers und Schriftstellers Christian Graf von Krockow.

## Familie
Er heiratete 1854 in Posen seine Cousine Ida von Puttkamer (1830–1920), diese war eine Tochter des preußischen Landrats Albert von Puttkamer (1797–1861) und dessen Ehefrau der Auguste von Pape (1795–1834). Das Paar hatte fünf Söhne und 2 Töchter, von denen eine früh starb:
- Jesko Albert Eugen (1855–1917), Gouverneur von Kamerun ⚭ 1914 Elisabeth Passow
- Wilhelm (1857–1895), preußischer Offizier
- Bernhard (1858–1941), Polizeipräsident von Kiel und Stettin ⚭ 1886 Magarethe Johanna Karoline Elisabeth von Puttkamer (* 21. Januar 1863)
- Albert August Wilhelm (1861–1931),  1906–1917 Regierungspräsident von Colmar ⚭ Magarethe Elisabeth Marie von Eickstedt-Peterswald (* 23. August 1872)
- Maximilian Albert August (1865–1920), Herr auf Klein-Machmin, preußischer Landrat ⚭ 1900 Rosine von Wessely (* 1883)
- Hedwig Karoline Eva Maria (1869–1923) ⚭ Oscar von Chelius (1859–1923), preußischer Generalleutnant